# Team Garmin-Cervélo/Saison 2011
Dieser Artikel listet Erfolge und Mannschaft des Radsportteams Team Garmin-Cervélo in der Saison 2011 auf.

Das Team-Trikot der Saison 2011

## Erfolge in der UCI World Tour
| Datum          | Rennen                           | Sieger                |
| -------------- | -------------------------------- | --------------------- |
| 21. Januar     | 4. Etappe Tour Down Under        | Cameron Meyer         |
| 18.–23. Januar | Gesamtwertung Tour Down Under    | Cameron Meyer         |
| 10. März       | 2. Etappe Tirreno–Adriatico      | Tyler Farrar          |
| 10. April      | Paris–Roubaix                    | Johan Vansummeren     |
| 30. April      | 4. Etappe Tour de Romandie (EZF) | David Zabriskie       |
| 29. Mai        | 21. Etappe Giro d’Italia (EZF)   | David Millar          |
| 14. Juni       | 4. Etappe Tour de Suisse         | Thor Hushovd          |
| 3. Juli        | 2. Etappe Tour de France         | Mannschaftszeitfahren |
| 4. Juli        | 3. Etappe Tour de France         | Tyler Farrar          |
| 15. Juli       | 13. Etappe Tour de France        | Thor Hushovd          |
| 19. Juli       | 16. Etappe Tour de France        | Thor Hushovd          |
| 5. August      | 6. Etappe Tour de Pologne        | Daniel Martin         |
| 28. August     | 9. Etappe Vuelta a España        | Daniel Martin         |
| 6. Oktober     | 2. Etappe Tour of Beijing        | Heinrich Haussler     |

## Erfolge in der UCI America Tour
| Datum    | Rennen                                            | Kat. | Sieger          |
| -------- | ------------------------------------------------- | ---- | --------------- |
| 20. Mai  | 6. Etappe Tour of California (EZF)                | 2.HC | David Zabriskie |
| 28. Mai  | US-amerikanische Meisterschaft – Einzelzeitfahren | CN   | David Zabriskie |
| 26. Juni | Brasilianische Meisterschaft – Straßenrennen      | CN   | Murilo Fischer  |

## Erfolge in der UCI Asia Tour
| Datum      | Rennen                  | Kat. | Sieger            |
| ---------- | ----------------------- | ---- | ----------------- |
| 8. Februar | 3. Etappe Tour of Qatar | 2.1  | Heinrich Haussler |
| 9. Februar | 4. Etappe Tour of Qatar | 2.1  | Heinrich Haussler |

## Erfolge in der UCI Europe Tour
| Datum         | Rennen                                   | Kat. | Sieger               |
| ------------- | ---------------------------------------- | ---- | -------------------- |
| 6. Februar    | Trofeo Mallorca                          | 1.1  | Tyler Farrar         |
| 7. Februar    | Trofeo Cala Millor                       | 1.1  | Tyler Farrar         |
| 10. Februar   | Trofeo Magaluf-Palmanova                 | 1.1  | Murilo Fischer       |
| 6. April      | 2. Etappe Circuit Cycliste Sarthe        | 2.1  | Michel Kreder        |
| 16. Juni      | 2. Etappe Ster ZLM Toer                  | 2.1  | Tyler Farrar         |
| 19. Juni      | Giro della Toscana                       | 1.1  | Daniel Martin        |
| 26. Juni      | Litauische Meisterschaft – Straßenrennen | CN   | Ramūnas Navardauskas |
| 14. September | 4. Etappe Tour of Britain                | 2.1  | Thor Hushovd         |
| 18. September | Duo Normand                              | 1.2  | Johan Vansummeren    |

## Erfolge in der UCI Oceania Tour
| Datum      | Rennen                                        | Kat. | Sieger        |
| ---------- | --------------------------------------------- | ---- | ------------- |
| 9. Januar  | Australische Meisterschaft – Straßenrennen    | NC   | Jack Bobridge |
| 11. Januar | Australische Meisterschaft – Einzelzeitfahren | NC   | Cameron Meyer |

## Zugänge – Abgänge
| Zugänge              | Team 2010                    | Abgänge               | Team 2011                    |
| -------------------- | ---------------------------- | --------------------- | ---------------------------- |
| Christophe Le Mével  | Française des Jeux           | Danny Pate            | HTC-Highroad                 |
| Roger Hammond        | Cervélo TestTeam             | Timothy Duggan        | Liquigas-Cannondale          |
| Heinrich Haussler    | Cervélo TestTeam             | Fredrik Kessiakoff    | Pro Team Astana              |
| Thor Hushovd         | Cervélo TestTeam             | Robert Hunter         | Team RadioShack              |
| Andreas Klier        | Cervélo TestTeam             | Steven Cozza          | Team NetApp                  |
| Brett Lancaster      | Cervélo TestTeam             | Svein Tuft            | Team SpiderTech-C10          |
| Daniel Lloyd         | Cervélo TestTeam             | Christian Meier       | UnitedHealthcare Pro Cycling |
| Gabriel Rasch        | Cervélo TestTeam             | Kirk Carlsen          | Chipotle Development Team    |
| Sep Vanmarcke        | Topsport Vlaanderen-Mercator | Ricardo van der Velde | Donckers Koffie-Jelly Belly  |
| Andrew Talansky      | California Giant Berry Farms | Trent Lowe            | Unbekannt                    |
| Ramūnas Navardauskas | VC La Pomme Marseille        |                       |                              |

## Mannschaft
| Name                  | Geburtstag         | Nationalität           |
| --------------------- | ------------------ | ---------------------- |
| Jack Bobridge         | 13. Juli 1989      | Australien             |
| Tom Danielson         | 13. März 1978      | Vereinigte Staaten     |
| Julian Dean           | 28. Januar 1975    | Neuseeland             |
| Tyler Farrar          | 2. Juni 1984       | Vereinigte Staaten     |
| Murilo Fischer        | 16. Juni 1979      | Brasilien              |
| Roger Hammond         | 30. Januar 1974    | Vereinigtes Königreich |
| Heinrich Haussler     | 25. Februar 1984   | Australien             |
| Ryder Hesjedal        | 9. Dezember 1980   | Kanada                 |
| Thor Hushovd          | 18. Januar 1978    | Norwegen               |
| Andreas Klier         | 15. Januar 1976    | Deutschland            |
| Michel Kreder         | 15. August 1987    | Niederlande            |
| Brett Lancaster       | 15. November 1979  | Australien             |
| Christophe Le Mével   | 11. September 1980 | Frankreich             |
| Daniel Lloyd          | 11. August 1980    | Vereinigtes Königreich |
| Martijn Maaskant      | 27. Juli 1983      | Niederlande            |
| Daniel Martin         | 20. August 1986    | Irland                 |
| Cameron Meyer         | 11. Januar 1988    | Australien             |
| Travis Meyer          | 8. Juni 1989       | Australien             |
| David Millar          | 4. Januar 1977     | Vereinigtes Königreich |
| Ramūnas Navardauskas  | 30. Januar 1988    | Litauen                |
| Thomas Peterson       | 24. Dezember 1986  | Vereinigte Staaten     |
| Gabriel Rasch         | 8. April 1976      | Norwegen               |
| Peter Stetina         | 8. August 1987     | Vereinigte Staaten     |
| Andrew Talansky       | 23. November 1988  | Vereinigte Staaten     |
| Johan Vansummeren     | 4. Februar 1981    | Belgien                |
| Christian Vande Velde | 22. Mai 1976       | Vereinigte Staaten     |
| Sep Vanmarcke         | 28. Juli 1988      | Belgien                |
| Matthew Wilson        | 1. Oktober 1977    | Australien             |
| David Zabriskie       | 12. Januar 1979    | Vereinigte Staaten     |
| Stagiaires            |                    |                        |
| Daniel Summerhill     | 13. Februar 1989   | Vereinigte Staaten     |